# Удмуртський Лем
Удму́ртський Лем (рос. Удмуртский Лем) — присілок в Дебьоському районі Удмуртії, Росія.

## Населення
Населення — 241 особа (2010; 277 в 2002).
Національний склад станом на 2002 рік:
- удмурти — 94 %

## Урбаноніми[3]
- вулиці — Удлемська